# UB-III型潜艇
UB-III型潜艇（德語：U-Boot-Typ UB III）是UB级近岸潜艇（U艇）的一个亚型，由德国在第一次世界大战期间建造。不同于前型UB-II型，它与广获成功的UC-II型（水雷艇）更为相似。UC-II型因致沉了逾1800艘协约国或中立国船舶而闻名，德国工程师没有错过扩展这种功能设计潜力的机会，将其一些特点融入到了UB-III型潜艇。它可携带10枚鱼雷，通常配备一门88毫米或105毫米口径甲板炮。
德意志帝国海军共订购了逾200艘UB-III型潜艇，但仅96艘建成。能够赶在战争结束前入役的82艘中，有37艘沉没，其中4艘为意外事故。战后，根据对德停战协定，幸存的潜艇必须移交协约国投降，其中一些UB-III型艇甚至服役至1935年。

## 设计

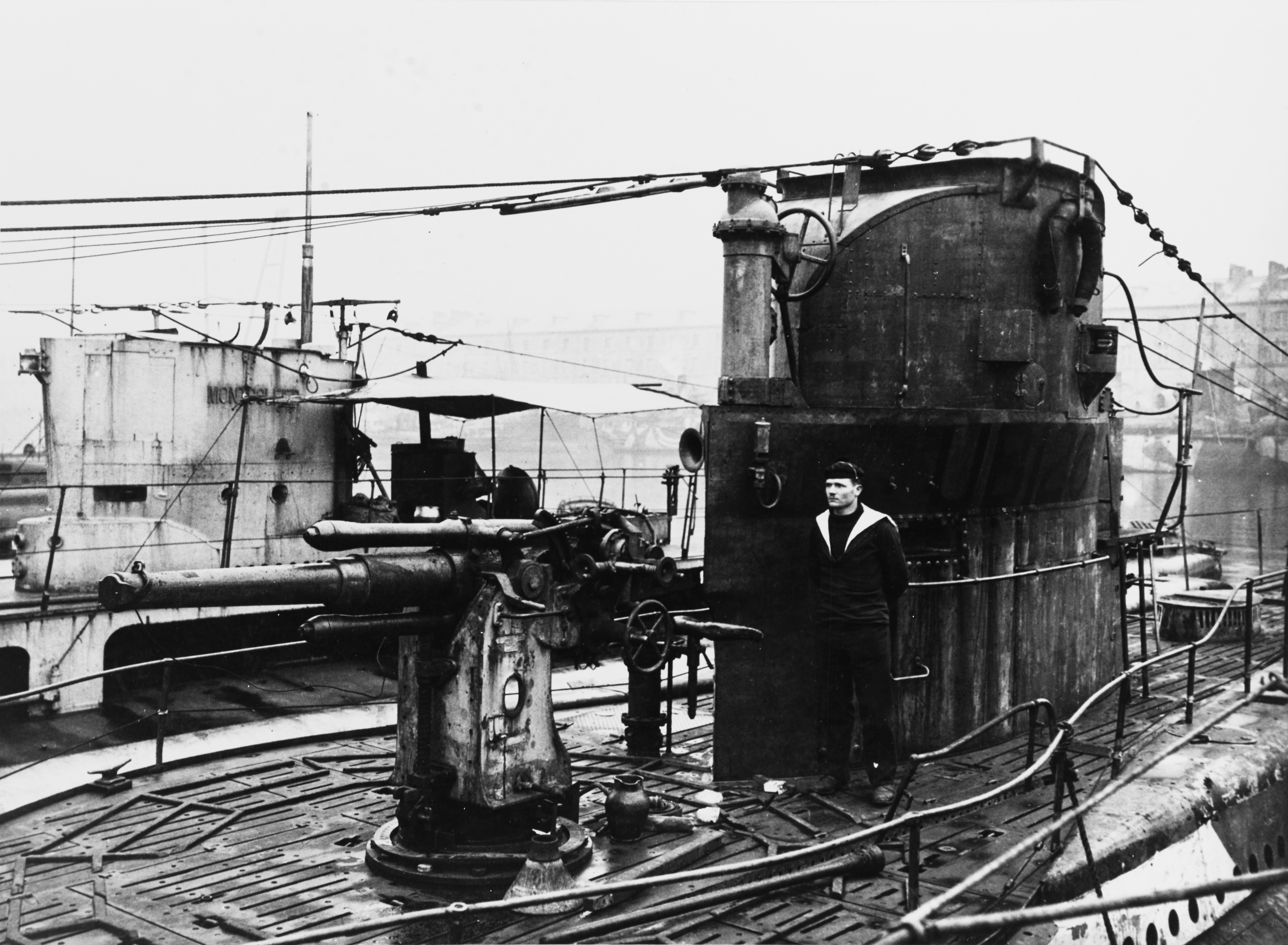
UB-III型潜艇的司令塔及甲板炮

1916年1月，海军中将赖因哈德·舍尔接替病重的胡戈·冯·波尔担任德国公海舰队总司令。虽然舍尔一向对U艇战持支持立场，但他认为在受《捕获法则》限制的情况下，根本无法发挥U艇的最大威力。此外，就攻击海峡运输线而言，工艺简单、生产周期较短的UB和UC级潜艇显然更适合水浅流急的海峡环境，其中UC-II型艇因击沉了逾1800艘协约国和中立国船只而赢得了可怕的名声，因此应当把这种潜艇作为生产重点。但实战表明，排水量只有300－400吨的UB和UC级潜艇续航力和攻击力不足的缺点非常突出，无法对有护航的商船形成威胁。针对以上不足，潜艇监察局在广获成功的UC-II型布雷潜艇基础上，将其一些特点融入到一款新的鱼雷潜艇中，拿出了代号为44号工程的UB-III型设计方案。
UB-III型采用了双壳体结构。其水面排水量为508－555吨，全长55.3－57.8米，舷宽5.76－5.8米。在取消了UC-II型前部的水雷布设装置后，设计工程师对潜艇舷弧进行了优化，增大了司令塔体积，配备两具潜望镜，司令塔与控制室之间增加一道水密舱壁。这些改进显著提高了潜艇的水下机动性和生存力。为了达到更高的航速，UB-III型以两台530—550匹公制馬力（390—405千瓦特）柴油机取代了UC-II型的300匹公制馬力（221千瓦特）柴油机。但由于潜艇不应超过特定尺寸，因此搭载的蓄电池比类似尺寸的舰队远洋潜艇更少，两台电动发电机的功率亦仅各有394匹公制馬力（290千瓦特）。其水面最高航速13.2—13.9節（24.4—25.7每小時），水下7.4—8節（13.7—14.8每小時）；能够在水面以6節（11每小時）航速续航7,120—9,090海里（13,190—16,830），或以4節（7.4每小時）连续在水下航行50—55海里（93—102）而无需充电。
UB-III型潜艇的武器装备为前四后一共五具鱼雷发射管，可搭载10枚G6型鱼雷。辅助武器是一门88毫米30倍径速射炮，后期更换为威力更大的105毫米45倍径速射炮。其标准船员编制为3名军官加31名水兵。

## 建造
设计完成后，潜艇监察局于1916年5月与汉堡布洛姆与福斯、不来梅威悉、汉堡伏尔铿和基尔日耳曼尼亚船厂达成首批订货协议，由这四家船厂各建造六艘，战术编号使用UB48至UB-71号。建造工作将在各船厂在建的UB-II和UC-II型艇完工后开始，但新艇的交付时间不得晚于1917年4月。同时，潜艇监察局还提前落实了这24艘UB-III型艇的柴油机配备问题。虽然德国军方竭尽全力确保这批潜艇能按时交付，但其入役时间依然延迟了四个月，直至1917年8月才最终完成。
第二批次的16艘UB-III型潜艇于1916年9月23日订购，仅发包予三家船厂承建，其中汉堡伏尔铿建造UB-72至UB-74号、布洛姆与福斯建造UB-75至UB-79号、威悉建造UB-80至UB-87号，至1917年12月完成交付。第三批次的45艘UB-III型潜艇则于1917年2月确定，它们被平均发包予原三家船厂各自建造15艘，其中汉堡伏尔铿为UB-88号至UB-102号、布洛姆与福斯为UB-103至UB-117号、威悉船厂为UB-118至UB-132号。1917年6月27日，潜艇监察局又追加了第四批次订单，并恢复基尔日耳曼尼亚作为承建商。战争期间，德国军方共订购了201艘UB-III型潜艇，但仅96艘能够竣工，其中82艘赶在战争结束前入役。

## 服役
UB-III型潜艇于1917年中期加入战事，当时美国已对德国宣战，美国海军也成为了它们的敌人。随着护航系统的引入，在不被护航驱逐舰发现的情况下与敌对商船交战变得愈发困难。尽管如此，UB-III型艇还是出色地履行了职责，在敌对行动结束前击沉了合计为1123211总吨的521艘船舶和包括不列颠尼亚号战列舰在内的7艘军舰。UB-III型自身则损失了37艘，其中4艘为意外事故。战后，根据对德停战协定，幸存的潜艇必须移交协约国投降，其中一些UB-III型艇在当地甚至服役至1935年。
实战证明，UB-III型的确是一款非常优秀的潜艇，设计工程师在500吨的排水量内实现了潜艇适航性、机动性和战斗力的均衡配置，因此受到一线艇长的广泛欢迎，其优良的设计思路甚至一直沿用至战后。尽管《凡尔赛条约》禁止德国在战后组建新的潜艇部队，但德国的海军将领们无意让他们的国家忘记如何建造潜艇。德国开始生产并出口稍作修改的UB-II和UB-III版本。通过这种方式，工程师的技术水平得以不断提高，最终催生出一款新的近岸潜艇。这正是以UB-III型为基础，具有全新、全焊接结构技术和一系列电子和机电设备，并在二战中得到广泛运用的VII级潜艇。

## 脚注
1. ↑  Gröner，第52頁.
2. ↑  Helgason, Guðmundur. . German and Austrian U-Boats of World War I – Kaiserliche Marine – Uboat.net.   [2022-04-19]. （原始内容存档于2021-05-14）.
3. 1 2 3 4 5  陈进，第239頁.
4. 1 2  Gröner 1991，第25-30頁.
5. 1 2  Bendert，第9頁.
6. ↑  Goebel, Greg. .   [2022-04-17]. （原始内容存档于2010-01-30）.
7. ↑  Williamson，第25頁.